# محمد ساکو
محمد ساکو (انگلیسی: Mohamed Sakho؛ زادهٔ ۵ اوت ۱۹۸۸) بازیکن فوتبال اهل گینه است.
از باشگاه‌هایی که در آن بازی کرده است می‌توان به باشگاه فوتبال دنیزلی اسپور، باشگاه فوتبال ستاره ساحلی، باشگاه فوتبال هورویا، باشگاه فوتبال المپیک باجی، باشگاه فوتبال المپیک اسفی، و باشگاه فوتبال هافیا اشاره کرد.
وی همچنین در تیم ملی فوتبال گینه بازی کرده است.